# Joševa (Ub)
Joševa (Servisch cyrillisch Јошева) is een plaats in de Servische gemeente Ub. De plaats telt 416 inwoners (2011).